# A Walk with Love & Death
A Walk with Love & Death è un doppio album in studio del gruppo musicale statunitense Melvins, pubblicato nel 2017.

## Tracce

### CD 1:Love (Original Soundtrack)
1. Aim High – 2:01
2. Queen Powder Party – 2:14
3. Street Level St. Paul – 2:18
4. The Hidden Joice – 1:11
5. Give It To Me – 2:49
6. Chicken Butt – 1:49
7. Eat Yourself Out – 5:03
8. Scooba – 1:09
9. Halfway To the Bakersfield Mall – 4:17
10. Pacoima Normal – 2:33
11. Park Head – 3:39
12. T-Burg – 4:10
13. Track Star – 5:02
14. The Asshole Bastard – 4:55

### CD 2:Death
1. Black Heath – 6:41
2. Sober-delic (acid only) – 6:03
3. Euthanasia – 4:36
4. What's Wrong with You? – 2:36
5. Edgar the Elephant – 3:36
6. Flaming Creature – 4:22
7. Christ Hammer – 3:51
8. Cactus Party – 3:37
9. Cardboa Negro – 2:56

## Formazione
Gruppo
- King Buzzo – chitarra, voce, theremin (solo CD 1), sintetizzatore (CD 1)
- Dale Crover – batteria, voce
- Steven McDonald – basso, voce

Ospiti
- Joey Santiago – chitarra
- Anna Waronker – cori
- James Bartlett – tastiera (CD 1)
- Tom Hazelmyer – chitarra (CD 1)
- Teri Gender Bender – cori (CD 2)